# Droga krajowa B176 (Niemcy)
Droga krajowa 176 (niem. Bundesstraße 176, B 176) – niemiecka droga krajowa przebiegająca  z zachodu na północny wschód od skrzyżowania z drogą B2 w Großebersdorf w Turyngii do skrzyżowania z drogą B101 w Nossen w Saksonii.

## Miejscowości leżące przy B176

### Turyngia
Merxleben, Klettstedt, Bad Tennstedt, Ballhausen, Schwerstedt, Straußfurt, Wundersleben, Tunzenhausen, Sömmerda, Frohndorf, Kölleda, Backleben, Ostramondra, Bachra, Rothenberga.

### Saksonia-Anhalt
Billroda, Kahlwinkel, Bernsdorf, Saubach, Bad Bibra, Golzen, Laucha an der Unstrut, Balgstädt, Freyburg (Unstrut), Almsdorf, Leiha, Weißenfels, Borau, Zorbau, Granschütz, Webau, Wählitz, Hohenmölsen.

### Saksonia
Pegau, Groitzsch, Neukieritzsch, Lobstädt, Borna, Flößberg, Bad Lausick, Ballendorf, Colditz, Terpitzsch, Hausdorf, Raschütz, Hartha.